# Trash (Suede)
Trash är en låt av den brittiska gruppen Suede. Det är gruppens nionde singel och den första från albumet Coming Up. Singeln släpptes den 29 juli 1996 och nådde som bäst 3:e plats på den brittiska singellistan.

## Låtförteckning
Alla sånger är komponerade av Brett Anderson och Richard Oakes där ej annat anges.
Vinylsingel, kassett
1. "Trash"
2. "Europe Is Our Playground" (Anderson, Mat Osman)

CD1
1. "Trash"
2. "Europe Is Our Playground" (Anderson, Mat Osman)
3. "Every Monday Morning Comes"

CD2
1. "Trash"
2. "Have You Ever Been This Low?"
3. "Another No One" (Anderson)